# Räägu (Abja)
Räägu – wieś w Estonii, w prowincji Viljandi, w gminie Mulgi.